# Cyrtandra dolichocarpa
Cyrtandra dolichocarpa är en tvåhjärtbladig växtart som beskrevs av Asa Gray. Cyrtandra dolichocarpa ingår i släktet Cyrtandra och familjen Gesneriaceae. Inga underarter finns listade i Catalogue of Life.